# 茨城県道123号土浦坂東線

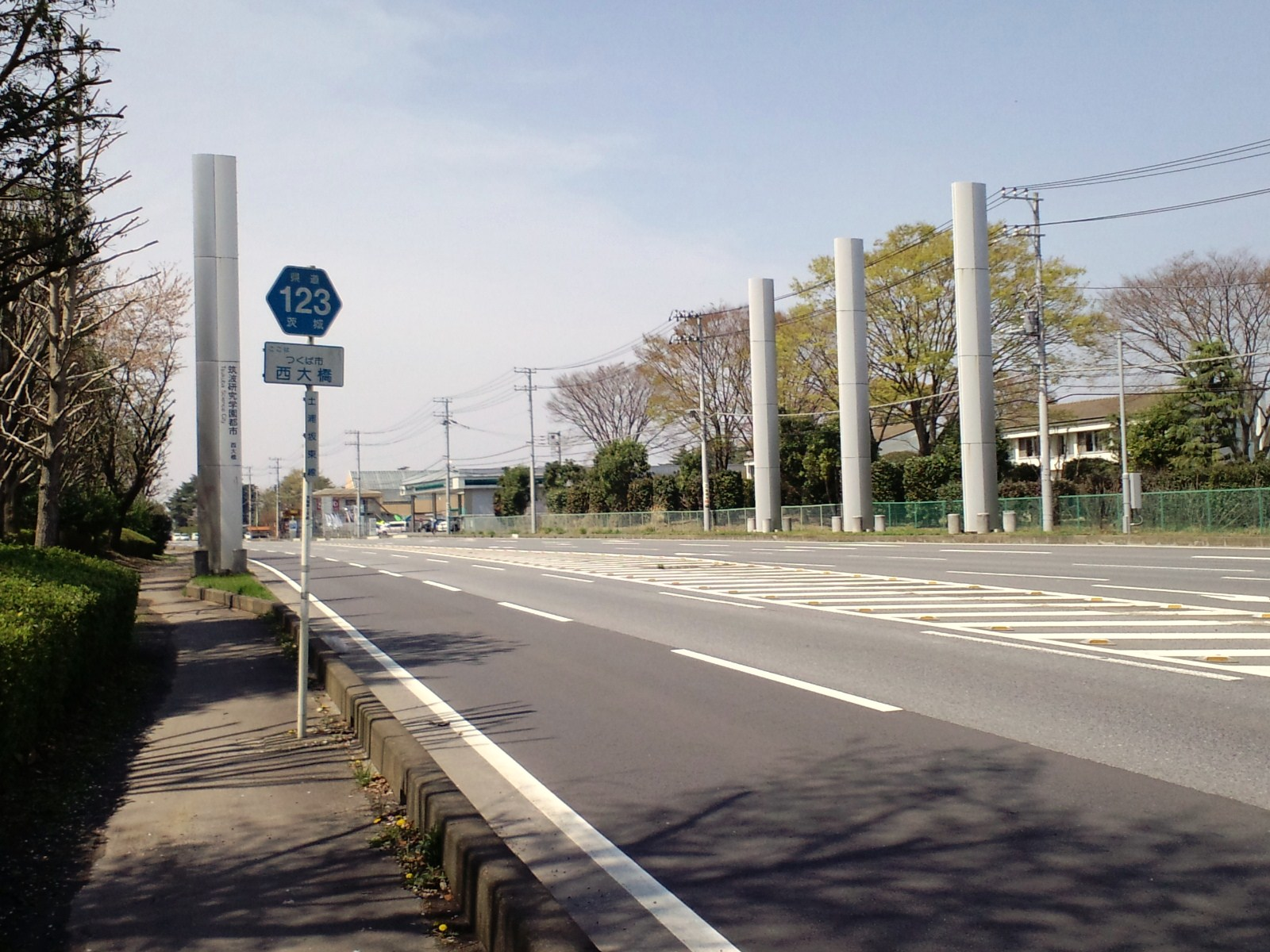
つくば市西大橋（西を向いて）2010年4月18日

茨城県道123号土浦坂東線（いばらきけんどう123ごうつちうらばんどうせん）は、茨城県土浦市から坂東市に至る一般県道である。

## 概要
土浦市富士崎の国道125号より分岐して西方向へ向かい、つくば市の筑波研究学園都市、常総市を経て、坂東市岩井の国道354号（仲町十字路）に至る東西約46 kmの路線で、ほぼ国道354号の北側で並行する位置にある。常総市内を流れる鬼怒川を美妻橋で渡河する。
つくば市内では、通称学園南大通りおよびエキスポ大通りとなるほか、万博記念公園駅と茨城県道・栃木県道45号つくば真岡線バイパスを結ぶ都市計画道路島名上河原崎線が本県道に指定されている。

### 路線データ
- 起点：茨城県土浦市富士崎（国道125号交点）[1]
- 終点：茨城県坂東市岩井（国道354号・茨城県道20号結城坂東線・茨城県道142号岩井野田線交点）[1]
- 総延長：33.402 km[2]
- 重用延長：3.621 km[2]
- 未供用延長：なし[2]
- 実延長：29.781 km[2]
- 自動車交通不能区間延長[注釈 1]：なし[2]

## 歴史
- 1959年（昭和34年）10月14日：新たな県道として土浦市を起点とし、猿島郡岩井町（現・坂東市）を終点とする区間を本路線とする県道土浦岩井線として茨城県が県道路線認定した。
- 2005年（平成17年）：平成の大合併で岩井市が消滅して坂東市となっていたことから、現在の県道土浦坂東線と改称している。

### 年表
- 1959年（昭和34年）10月14日
  - 現在の路線が県道土浦岩井線（図面対象番号79）として路線認定される[3]。
  - 道路の区域は、土浦市富士崎町の二級国道佐原熊谷線（国道125号）分岐から猿島郡岩井町大字岩井の主要地方道古河岩井線（現在の国道354号にあたる）交点までと決定された[1]。
- 1964年（昭和39年）7月3日：車両制限令第5条1項[注釈 2]に基づく指定区間を変更（路線対象番号79 土浦岩井線：下子水海道線分岐点 - 古河岩井線交点→下子水海道線分岐点 - 猿島水海道線交点）[4]。
- 1976年（昭和51年）5月15日：筑波研究学園都市建設に伴い、新治郡桜村大字倉掛 - 筑波郡谷田部町大字小野崎（南大通り西交差点）の新道（学園南大通り、1.713 km）を供用開始[5]。
- 1978年（昭和53年）2月10日：新治郡桜村大字倉掛（南大通り東交差点） - 筑波郡谷田部町大字小野崎（西海道交差点）の2.3855 km区間の街路（学園南大通り他）を供用開始[6]。
- 1981年（昭和56年）11月24日：筑波郡谷田部町松代一丁目（松代交差点 - 松代西交差点）のエキスポ大通りの一部区間を供用開始[7]。
- 1985年（昭和60年）
  - 2月1日：筑波郡谷田部町松代1丁目（松代西交差点） - 同町大字上河原崎下河原崎入会地（谷和原・学園通り交点）の区間（エキスポ大通り、5.5 km）が開通[8]。
  - 7月2日：筑波郡豊里町大字上郷（県道赤浜谷田部線） - 水海道市上蛇町の新福雷橋を含む新道（約1.3 km）の新道が開通[9]。
- 1986年（昭和61年）6月2日：筑波郡豊里町大字上郷 - 水海道市上蛇町の福雷橋を渡る狭隘な旧道区間（2.7755 km）が指定解除され、豊里町道・水海道市道へ降格[10][注釈 3]。
- 1995年（平成7年）3月30日：整理番号140から現在の番号（整理番号123）に変更される[11]。
- 1999年（平成11年）8月31日：つくば市大字上下河原崎入会地（主要地方道つくば真岡線） - 同市大字上郷（一般県道赤浜谷田部線）のバイパス（約2.7 km）が開通する[12]。
- 2002年（平成14年）1月31日：水海道市大字三坂新田 - 同市大字中妻（三妻橋交差点）の中妻バイパス（1.977 km）を新設する道路区域が決定する[13]。
- 2004年（平成16年）8月16日：つくば市島名（万博記念公園駅付近）の一部区間を電線共同溝を整備すべき道路の指定[14]。
- 2005年（平成17年）
  - 4月1日：現路線名である土浦坂東線に改称[15]。
  - 8月12日：つくば市島名（万博記念公園駅付近 - 島名東交差点）のバイパスの一部（新都市中央通りの一部と都市計画道路島名上河原崎線の一部）が開通する [16]。
- 2007年（平成19年）3月28日：つくば市島名字香取前（万博記念公園駅付近） - 同市島名字中西（主要地方道つくば真岡線）のバイパス（都市計画道路島名上河原崎線）の残存区間が全線開通する [17][18]。
- 2012年（平成24年）5月21日：つくば市西大橋（主要地方道取手つくば線） - 同市御幸が丘の旧道（593 m）が指定解除され、つくば市道に降格 [19]。
- 2013年（平成25年）3月25日：常総市大字三坂新田（国道294号常総バイパス） - 同市大字中妻町（美妻橋交差点）を結ぶ、中妻バイパス（0.96 km）が開通する[20]。
- 2014年（平成26年）10月9日：つくば市小野崎（西海道交差点） - 同市西大橋（主要地方道取手つくば線交点）の旧道（1.955 km）が指定解除され、つくば市道に降格[21]。
- 2015年（平成27年）2月26日：中妻バイパス開通を受け、常総市三坂新田町（国道294号・三坂新田西交差点） - 同市中妻町（三妻橋交差点）の旧道（1.828 km）が指定解除され、一部が常総市道に降格[22]。三妻駅 - 国道294号間の旧道は、県道三妻停車場線の区域に変更になる[23]。
- 2017年（平成29年）3月23日：つくば市西岡（日本自動車研究所前） - 同市島名（島名東交差点）の旧道（1.284 km）が県道指定解除により、つくば市道に降格[24]。
- 2020年（令和2年）
  - 2月27日：つくば市上河原崎下河原崎入会地 - 同市中別府の旧道の一部（1.686 km）が県道指定解除により移管される[25]。
  - 12月7日：つくば市中別府 - 同市上郷字大境（県道133号交点）の旧道（2.689 km）が県道指定解除により移管される[26]。
  - 12月21日：常総市坂手町字篭沼にバイパス（320 m）を新設する道路区域を指定[27]。

### 過去に指定されていた旧道
- 国道294号交点（三坂新田西交差点） - 三妻橋
中妻バイパスに並行する常総市三坂町の三妻集落を通過する旧道で、鬼怒川の三妻橋東詰に至る。現在は、国道294号 - 三妻駅間が、県道三妻停車場線に単独指定されている。2015年2月に移管により路線指定を解除された。

## 路線状況
土浦市下高津二丁目 - 三丁目間には、国道354号ガード下をくぐる最小幅員4.0 mの狭隘路が残る。2014年12月から、この区間を拡幅改良する道路改良事業がすすめられている。
道路法の規定に基づき、以下の区間は緊急輸送道路として機能を維持するため、災害発生時の被害拡大防止を目的に道路用地内に新たに電柱を建てることが制限されている。
- 土浦市富士崎（富士崎町交差点） - 同市下高津（土浦市道交差）[29]
- 坂東市役所 - 坂東市岩井　国道354号交差（仲町十字路交差点）[30]

車両制限令の規定に基づき、以下の区間は通行する車両の最大重量限度25トンの道路に指定している。
- つくば市松代1丁目（松代交差点） - つくば市上河原崎（茨城県道45号交点）（2000年4月1日指定）[31]
- 常総市中妻町（美妻橋交差点） - 同市大生郷町（セブンイレブン水海道大生郷店前）（2001年3月1日指定）[32]
- 坂東市馬立（馬立交差点） - 同市岩井（寺前交差点）（2001年3月1日指定）[32]
- つくば市島名（万博公園駅北東交差点 - 茨城県道45号交点）（2009年4月1日指定）[33]。
- 坂東市勘助新田（下高橋） - 同市岩井（寺前交差点）（2010年4月1日指定）[34]。

車両制限令の規定に基づき、以下の区間は通行する車両の高さの最高限度が4.1メートルである道路に指定している。
- つくば市西大橋（大境交差点） - 同市西岡（日本自動車研究所前）（2004年3月22日指定）[35]
- 坂東市勘助新田（下高橋） - 同市大字岩井（寺前交差点）（2004年3月22日指定）[35]
- つくば市島名（万博公園駅北東交差点） - 同市島名（茨城県道45号交点）（2018年4月1日指定）[36]
- つくば市東新井（南大通り西交差点） - つくば市東新井（学園西交差点）の茨城県道244号重用区間（2024年7月1日指定）[37]

また、道路法の規定に基づき、歩行者利便増進道路（利便増進誘導区域）に指定される区間は次の通りである。
- つくば市東新井（南大通り西交差点） - 同市東新井（国道408号交点：学園西交差点）（2024年7月10日指定）[38]

### バイパス
都市計画道路 島名上河原崎線
つくば市島名（香取台）新都市中央通りの万博公園駅北東交差点から同市島名（万博公園西）茨城県道45号つくば真岡線バイパスを東西に結ぶ延長約1.4 km、対向4車線、幅員30 mの幹線道路。つくばエクスプレス万博記念公園駅周辺開発のため平成12年度より事業化され、2004年（平成16年）3月に本県道路線の道路区域に指定される。2007年（平成19年）3月全線開通した。
県道土浦坂東線 中妻バイパス
常総市三坂新田町から鬼怒川に架かる美妻橋を結ぶバイパスで総延長1.977 km、幅員16 m（車道部6.0 m/2車線）の道路。 バイパスの北側で並行する現道は、関東鉄道常総線三妻駅周辺の市街地を通る狭く屈曲した道路で、この区間の交通混雑解消を目的に平成13年度から整備が進められ、2013年（平成25年）3月に、一部区間にあたる国道294号常総バイパスから美妻橋間の延長960 mが開通した。 常総線とは中妻跨線橋により立体交差となる。

### 通称
- 学園南大通り
- エキスポ大通り

### 道路施設
- 上広岡橋（常磐自動車道、つくば市上広岡）
- 九重橋（花室川、つくば市上ノ室 - 倉掛）
- 新豊年橋（谷田川、つくば市面野井）エキスポ大通り
- 豊年橋（谷田川、つくば市面野井 - 島名）旧道
- 新福雷橋（小貝川、つくば市 - 常総市境）
  - 鋼単純I桁橋。1985年（昭和60年）竣功。
- 八間橋（八間掘川、常総市上蛇町 - 三坂新田町）
- 鰻橋（常総市三坂新田町）
- 美妻橋（鬼怒川、常総市中妻町 - 大輪町）
  - みつまはし。鬼怒川に架かる萌黄色の5連アーチ（3主桁）の単純鋼ランガー橋。1961年（昭和36年）3月竣工。2車線の車道と片側に歩道が設置されている。
- 金戸橋（東仁連川、常総市大生郷町）
- 下高橋（飯沼川、坂東市勘助新田）
- 駒寄橋（西仁連川、坂東市勘助新田）
- 藤田橋（江川、坂東市幸田 - 岩井）

## 地理

### 通過する自治体
- 土浦市 - つくば市 - 常総市 - 坂東市

### 交差する道路
- 国道354号（土浦市下高津）※立体交差で、直接交差はしていない。
- 国道6号土浦バイパス（土浦市上高津）
- 茨城県道201号藤沢荒川沖線（つくば市上ノ室）
- 茨城県道55号土浦つくば線,学園東大通り（つくば市竹園）
- 茨城県道244号妻木赤塚線,学園西大通り（つくば市東新井）
- 国道408号（つくば市東新井 - 同市松代）
- 茨城県道19号取手つくば線（つくば市松代 - 同市西大橋、同市島名）
- 茨城県道45号つくば真岡線（つくば市島名、同市鬼ケ窪、同市下河原崎）
- 茨城県道133号赤浜谷田部線（つくば市上郷）
- 茨城県道129号下妻常総線（つくば市上蛇町）
- 国道294号常総バイパス（常総市三坂新田町地内重複）
- 茨城県道331号三妻停車場線（常総市三坂新田町）
- 茨城県道357号谷和原筑西線（常総市中妻町）
- 茨城県道134号鴻野山豊岡線（常総市大生郷新田町）
- 茨城県道135号猿島常総線（坂東市勘助新田）
- 国道354号岩井バイパス・岩井水海道バイパス（坂東市馬立）
- 茨城県道136号高崎坂東線（坂東市馬立）

### 沿線
- 土浦市役所（土浦市下高津1丁目）
- 霞ヶ浦医療センター（土浦市下高津2丁目）
- 物質・材料研究機構（つくば市千現1丁目）
- 筑波西部工業団地（つくば市御幸が丘）
- 日本自動車研究所つくば研究所（つくば市苅間）
- つくば秀英高等学校（つくば市島名）
- 関東鉄道常総線三妻駅（常総市三坂町）
- 茨城県立岩井高等学校（坂東市岩井）
- 坂東市役所（坂東市岩井）